# Destinazione paura
Destinazione paura è stato un programma televisivo statunitense riguardante investigazioni sul paranormale trasmesso su Travel Channel dal 26 ottobre 2019 al 13 gennaio 2023, come prosieguo del documentario "Destination Fear - Trail To Terror (2016)
In Italia il programma è trasmesso su DMAX sino alla 3ª stagione.

## Il programma
Destinazione paura è un documentario sul paranormale con Dakota Laden e il suo team di appassionati di paranormale, tra cui sua sorella, Chelsea Laden, e gli amici Tanner Wiseman e Alex Schroeder. In ogni puntata il team si mette in viaggio in un camper, visitando una serie di luoghi presumibilmente infestati negli Stati Uniti, testando i limiti della paura umana.
Nella 3ª stagione visitano, per la prima volta, 2 luoghi infestati in Irlanda.

## L'introduzione ad ogni puntata
Mi chiamo Dakota Laden e sono un regista di documentari. negli ultimi anni ho svolto indagini paranormali con Zak Bagans ed i cacciatori di fantasmi. Sono cresciuto in una casa infestata dai fantasmi che hanno terrorizzato la mia famiglia. Da allora mia sorella, i miei amici ed io indaghiamo. Un giorno mi è venuta un'idea, un esperimento psicologico per scoprire come la paura influenzi la mente umana, ciò che rivela del nostro intimo e quanto una persona è in grado di resistere, ma per capire il paranormale bisogna prima superare la paura e per farlo ci recheremo nei posti più infestati ed abbandonati per tutta la notte. Ogni notte ci separeremo e dormiremo da soli, ma fino all'ultimo solo io conoscerò la destinazione. (1ª e 2ª stagione)
Dalla 3ª stagione cambia il finale e cioè: Ogni notte ci separeremo e dormiremo da soli, ma fino all'ultimo solo uno di noi conoscerà la destinazione.

## Curiosità
Nella 1ª stagione è solo Dakota a scegliere le location infestate ed inizialmente, a dormire da soli nei posti estratti sono lui, Chelsea e Tanner, mentre Alex rimane nella sala strumenti.
Dalla 2ª stagione, anche gli altri membri avranno la possibilità di scegliere alcune location infestate, ed Alex per la prima volta, si "vendicherà" soprattutto su Dakota. Inoltre, durante alcuni episodi, i membri del gruppo attuano delle "sfide" per mettersi alla prova, come ad esempio rimanere in una segreta, senza radio per quasi 2 ore.
Negli ultimi due episodi della 3ª stagione, il gruppo vola in Irlanda, per la prima volta, visitando due location "terribili" che metteranno alla prova soprattutto Tanner a Villa Loftus dove rimane chiuso in una stanza per tutta la durata dell'investigazione e provando diverse sensazioni diverse!

## Cast
- Dakota Laden
- Chelsea Laden
- Tanner Wiseman
- Alex Schroeder (2021-2023)
- Coalin Smith (2016) - [Destination Fear - Trail To Terror - Documentary]

## Metodi d'investigazione
Durante il trasferimento tra una location ed un'altra, tramite un camper, Dakota dà un indizio sul posto che visiteranno e la sera stessa, consegna una busta nera con dentro il dossier riguardanti le notizie sul posto.
La peculiarità consiste nel fatto che la lettura, in alcuni casi, avviene in posti infestati, che magari hanno usato per "allenarsi".
Una volta arrivati a destinazione, improntano il "centro di controllo" con le varie attrezzature ed il necessario per "dormire" e di lì incominciano ad esplorare, per poi propinarsi ad andare a letto, da soli, estraendo i vari piani delle location infestate.
Una curiosità: quando Alex ha la possibilità di scegliere, per la prima volta, la propria location, cambia la "modalità" finale e cioè è lui a decidere chi dormirà nei vari piani della location (prigione dell'idaho).

## Produzione
La serie venne annunciata il 28 agosto 2019 ed ha debuttato il 26 ottobre 2019. 
Nel marzo 2020 la serie è stata rinnovata per una seconda stagione, che è stata presentata in anteprima il 29 aprile 2020. Il 29 giugno 2021 la serie è stata rinnovata per una terza stagione, che è stata presentata in anteprima il 24 luglio 2021. Il 18 maggio 2022 la serie è stata rinnovata per una quarta stagione, che è stata presentata in anteprima il 25 novembre 2022. Nel marzo 2023, Dakota Laden ha annunciato la cancellazione della serie e ha lanciato un Kickstarter per una serie successiva intitolata Project Fear.

## Puntate
| Stagione | Stagione | Episodi | Prima TV originale | Prima TV originale |
| Stagione | Stagione | Episodi | Inizio             | Fine               |
| -------- | -------- | ------- | ------------------ | ------------------ |
|          | 1        | 10      | 26 ottobre 2019    | 28 dicembre 2019   |
|          | 2        | 14      | 29 aprile 2020     | 15 dicembre 2020   |
|          | 3        | 16      | 24 luglio 2021     | 25 dicembre 2021   |
|          | 4        | 8       | 25 novembre 2022   | 13 gennaio 2023    |